# П'ятково (Упоровський район)
П'ятко́во (рос. Пятково) — село у складі Упоровського району Тюменської області, Росія.
Населення — 1293 особи (2010, 1368 у 2002).
Національний склад станом на 2002 рік:
- росіяни — 91 %